# Альфёльд
А́льфёльд (венг. Alföld (Nagyalföld), хорв. Panonska nizina, рум. Câmpia Tisei, словац. Veľká dunajská kotlina, серб. Панонски басен, укр. Великий Альфельд) или Больша́я Венге́рская ни́зменность — самая большая часть Среднедунайской равнины, к востоку от Дуная, главным образом в Венгрии (из около 100 000 км² общей площади Венгрии Альфёльд занимает 52 000 км²), а также в восточной Словакии (Восточнословацкая низменность в Кошицком крае), юго-западной Украине (Закарпатская низменность), западной Румынии (восточный Банат), северной Сербии (Воеводина и западный Банат) и восточной Хорватии.

## Характеристика
В переводе с венг. Alföld — низменность. Плоская равнина, большей частью покрытая лёссами, с плодородными почвами, распаханными под зерновые культуры. По центральной части протекают реки Тиса и её приток Кёрёш, здесь находятся крупные города: в Венгрии Сегед, Кечкемет и Дебрецен, а в Хорватии Осиек, Славонски-Брод и Вуковар.

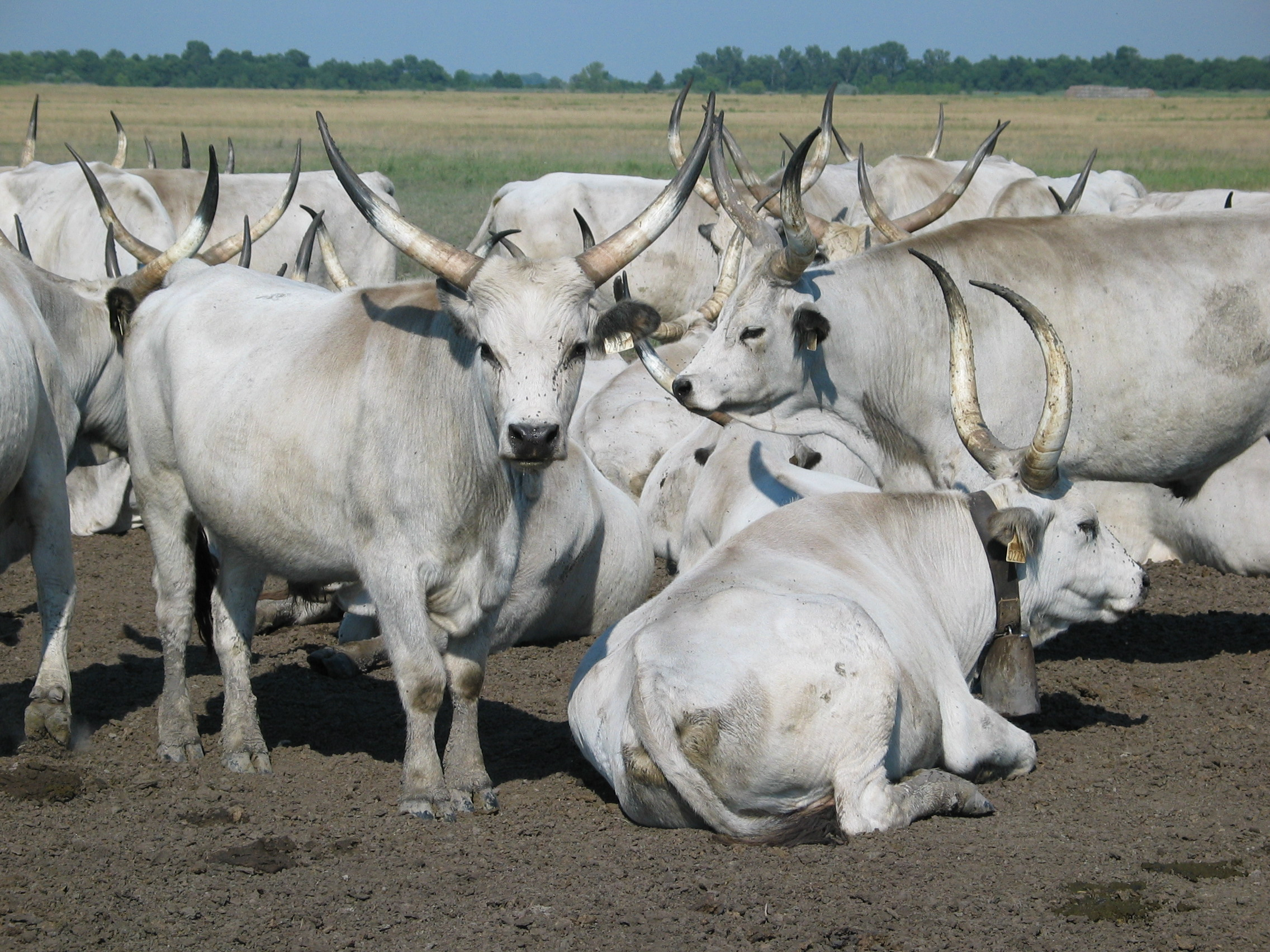
Венгерские серые буйволы

Альфёльд — один из трёх крупных винодельческих зон Венгрии, который делится на более мелкие регионы (в том числе Куншаг, Чонград).
Среди географических областей Альфёльда выделяются пусты Хортобадь (крупнейшая степь Центральной Европы, эксклав евразийских степей) и Бугац, возвышенность Ниршег.
Природа и народные традиции Альфёльда описаны в произведениях Ференца Моры, Жигмонда Морица и Шандора Петёфи.